# Хцюк, Анджей
Анджей Хцюк (пол. Andrzej Chciuk, 13 января 1920, Дрогобыч, тогда Польша – 15 мая 1978, Мельбурн) – польский поэт и прозаик, работал в эмиграции.

## Биография
Окончил гимназию в Дрогобыче, среди его преподавателей был Бруно Шульц. Поступил во Львовский университет. Учебу оборвала война.
После вторжения советских войск на территорию Польши перешел польско-венгерскую границу, с  1940 жил во Франции. Служил во французской армии. В период нацистской оккупации попал в немецкий плен, был помещен в лагерь в Безансоне, накануне интернирования в Германию бежал. С 1942 учился в Тулузском университете, состоял членом подпольной организации Forces Françaises de l’Interieur, был арестован гестапо, еще раз бежал из лагеря, на этот раз - в Тулузе. В 1943-1944 работал в подпольной польской печати на территории Франции. В 1944 переехал в Париж,  в 1944-1947 был редактором газеты (вначале – подпольной)  Razem młodzi przyjaciele.
С 1951 жил в Австралии. Сменил несколько профессий, организовал кабаре Веселая Кукабурра, писал для него тексты и выступал в нем. Сотрудничал с различными изданиями польской эмиграции, писал фельетоны, вел спортивную колонку. Идейно и творчески был близок к кругу Ежи Гедройца. В 1959 взял гражданское имя Эндрю Содделл (англ. Andrew Soddell), но печатался под настоящим именем, а также под псевдонимом Ах (Ach). Преподавал французский язык и историю в Мельбурне. Был редактором нескольких эмигрантских периодических изданий. Путешествовал по Австралии и Европе.
Старший брат - Тадеуш Хцюк (1916-2001), журналист, мемуарист, редактор и заместитель директора  польской редакции радио Свободная Европа.

## Творчество и признание
Книга его прозы Атлантида. Повесть о Великом княжестве Балака на конкурсе лондонского эмигрантского еженедельника Ведомости была признана лучшей книгой 1969  года. В 1975 Союз польских писателей за рубежом назвал лучшей книгой года его Эмигрантскую повесть. Он - автор воспоминаний о Бруно Шульце.
В последние годы фигура и проза Хцюка привлекают все большее внимание польской и украинской критики, его книги активно переводят и издают на Украине.

## Книги
- Smutny uśmiech, книга рассказов (Париж, 1957) – премия парижского журнала Культура
- Rejs do Smithton. Stary Ocean (1960)
- Pamiętnik poetycki (1961)
- Atlantyda. Opowieść o Wielkim Księstwie Bałaku (Лондон, 1969)
- Towarzysze z bezpieczeństwa. Powieść daj Boże historyczna (1970)
- Ziemia księżycowa. Druga opowieść o Księstwie Bałaku (1972)
- Wizyta w Izraelu (1972)
- Emigrancka opowieść (1975)
- Trzysta miesięcy (1983)